# Dugesia neumanni
Dugesia neumanni és una espècie de triclàdide dugèsid que habita el sud d'Etiòpia i Sud-àfrica. La separació d'aquesta espècie de D. sicula és difícil.

## Descripció
Els espècimens preservats de D. neumanni fan 1 mm de longitud i 0,6 mm d'amplada. La superfície dorsal del cos està pigmentada i una línia negrosa la recorre pel mig. La superfície ventral també està pigmentada. Les aurícules no presenten pigment.
Valeria Neppi va fer una descripció acurada de l'espècie l'any 1904. Tanmateix, no va adonar-se de la presència d'un petit diafragma en els espècimens analitzats, com sí que van fer anys més tard els investigadors De Vries i Sluys.